# St. Augustine, Florida
St. Augustine (în spaniolă San Agustín) este un oraș în Statele Unite ale Americii, reședința St. Johns County din statul federal Florida, cu o populație de 12.975 locuitori (2010). 
St. Augustine este cel mai vechi oraș locuit neîntrerupt al USA.

## Așezare geografică
Orașul este situat pe coasta Oceanului Atlantic și se învecinează la sudest cu St. Augustine Beach. St. Augustine se află la o distanță de circa 30 km de Jacksonville.

## Personalități
Între 1937 și 1945 Ray Charles a urmat aici cursurile școlii pentru nevăzători, unde și-a dezvoltat talentul muzical.